# Alex Groza
Alex John Groza (ur. 7 października 1926 w Martins Ferry, zm. 21 stycznia 1995 w San Diego) – amerykański koszykarz, środkowy, mistrz olimpijski, późniejszy trener, uczestnik meczu gwiazd NBA, wybierany do pierwszego składu najlepszych graczy NBA.

## Osiągnięcia

### NCAA
- 2-krotny mistrz NCAA (1948-49)[1]
- 2-krotny NCAA Tournament Most Outstanding Player (1948-49)[2]
- 2-krotnie wybrany do All-American First Team (1947, 1949)[3]
- Wybrany do:
  - II składu All-American (1948)[3]
  - składów All-SEC
- Uczelnia zastrzegła należący do niego numer 15

### NBA
- Uczestnik meczu gwiazd NBA (1951)[4]
- 2-krotnie wybierany do I składu NBA (1950, 1951)[5]
- Lider:
  - sezonu regularnego w skuteczności rzutów z gry (1950, 1951)[6]
  - play-off w skuteczności rzutów z gry (1950, 1951)[7]

### Reprezentacja
- Mistrz olimpijski (1948)[8]